# 垂枝山杨
垂枝山杨（学名：Populus davidiana f. pendula）为杨柳科杨属山杨下的一个变型。

## 扩展阅读
- 維基物種上的相關：垂枝山杨